# 三島佑一
三島 佑一（みしま ゆういち、1928年4月11日- 2016年1月5日）は、日本近代文学研究者・作家。四天王寺大学名誉教授。

## 略歴
大阪船場道修町生まれ。大阪大学付属薬学専門部、京都大学文学部国文科卒。四天王寺国際仏教大学教授をへて、名誉教授。はじめ友川泰彦の筆名を用い、その後も小説を書く一方、堀辰雄、谷崎潤一郎などを論じた。船場大阪を語る会会長。

## 著書
- 『美酒のめざめ』友川泰彦 筑摩書房 1958
- 『死灰また燃ゆ』文学地帯社 1978
- 『山河共に涙す』創元社 1985
- 『堀辰雄の実像』林道舎 1987
- 『船場道修町 薬・商い・学の町』人文書院 1990  のち和泉書院
- 『谷崎潤一郎『春琴抄』の謎』人文書院 1994
- 『裏の自画像』編集工房ノア 1994
- 『昭和の戦争と少年少女の日記』東方出版 1995
- 『谷崎・春琴なぞ語り』東方出版 1995
- 『谷崎潤一郎と大阪』和泉書院(上方文庫）2003
- 『薬の大阪道修町 今むかし』和泉書院(上方文庫)　2006
- 『あの日は再び帰らず』鳥影社 2006
- 『大阪オーラ 日本を予見する日本のハート』和泉書院(上方文庫別巻シリーズ）2010